# Cyclanthera brachystachya
El pepinillo de culebra (Cyclanthera brachystachya) es una especie trepadora de la familia de las cucurbitáceas.

## Taxonomía
Cyclanthera brachystachya fue descrita por primera vez por el botánico belga Célestin Alfred Cogniaux y publicada en Diagnoses de Cucurbitacées nouvelles et observations sur les espèces critiques, Premier et deuxième fascicules 2: 64 en 1877.

### Sinonimia[5]
- Elaterium brachystachyum Ser., 1828
- Cyclanthera explodens Naudin, 1859
- Cyclanthera bourgeauana Naudin,1866
- Cyclanthera brachybotrys var. achocchilla Cogn.,1877
- Cyclanthera costaricensis Cogn., 1877
- Cyclanthera costaricensis var. angustiloba Cogn., 1877
- Cyclanthera glauca Cogn., 1877
- Cyclanthera glauca var. angustiloba Cogn., 1877
- Cyclanthera elastica hort. ex Vilm., 1896

## Nombres comunes
- Pepino diablito (Cundinamarca), Chayuich cimarrón (Sibundoy),[6] pepinillo culebra[3]